# Мериме, Проспер
Проспе́р Мериме́ (фр. Prosper Mérimée; 28 сентября 1803, Париж — 23 сентября 1870, Канны) — французский писатель
 и переводчик, один из первых во Франции мастеров новеллы, историк, этнограф и археолог.
В качестве главного инспектора исторических монументов заведовал составлением реестра исторических памятников (т. н. база Мериме). Член Французской академии (с 1844; на кресле № 25), сенатор Второй империи. Много сделал для популяризации во Франции русской литературы.

## Биография
Проспер Мериме родился 28 сентября 1803 в семье химика и живописца Жана Франсуа Леонора Мериме. Его мать Анна-Луиза Моро также была художницей. После окончания курса юридических наук в Париже был назначен секретарём графа д’Аргу, одного из министров июльской монархии, а затем главным инспектором исторических памятников Франции (их список до сих пор носит его имя). На этом посту Мериме много способствовал сохранению исторических памятников.
Именно Мериме оценил рисунки и обмеры исследователя готики Виолле-ле-Дюка и привлек его к реставрационной работе, благодаря которой «варварский» стиль был реабилитирован, а мы сегодня видим шедевры французской средневековой архитектуры без «наслоений», добавленных зданиям в годы увлечения классицизмом.
Во время своего первого путешествия в Испанию в 1830 г. подружился с графом де Теба и его женой, дочь которых стала впоследствии французской императрицей Евгенией. В качестве старого друга этого семейства Мериме был во время Второй империи близким человеком при тюильрийском дворе. Императрица Евгения питала к нему сердечную привязанность и относилась как к отцу. В 1853 г. Мериме был возведён в звание сенатора и пользовался полным доверием и личной дружбой Наполеона III.
Служебная карьера и политика играли, впрочем, второстепенную роль в жизни и деятельности такого писателя-художника, каким по призванию был Мериме. Ещё изучая право в Париже, он подружился с Ампером и Альбером Штапфером. Последний ввёл его в дом своего отца, собиравшего у себя кружок людей, преданных наукам и искусствам. На его литературных вечерах бывали не одни французы, но также англичане, немцы и даже русские.
У Штапфера Мериме сошёлся и подружился со Стендалем и Делеклюзом, заведовавшим отделом критики в «Revue de Paris». Литературные вкусы и взгляды Мериме сложились под влиянием Штапферов и кружка Делеклюза. От них он заимствовал интерес к изучению литератур других народов. Универсальность литературного образования Мериме заметно выделяла его из среды других французских писателей того времени. Особенный интерес он питал к России, Корсике и Испании. Больше, чем отшлифованная по общему шаблону жизнь мегаполисов, его влекли дикие, самобытные нравы, сохранившие национальную самобытность и яркий цвет старины.
Проспер Мериме также участвовал в комиссии под председательством маршала Вайяна (1854). На комиссию была возложена работа по «собиранию, согласованию и опубликованию переписки Наполеона I, относящейся к различным областям государственных интересов». В 1858 г. было опубликовано 15 томов (охватывали период с 1793 г. по 1807 г.), которые были встречены критикой. В 1864 г. была созвана новая комиссия, работать в которой Мериме отказался из-за размолвок с маршалом.

## Литературная деятельность

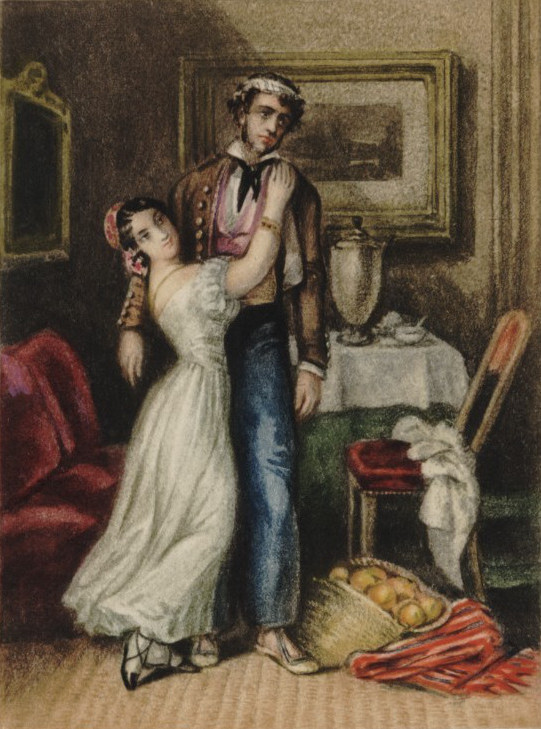
Акварельная иллюстрация к «Кармен» (1845)

На литературном поприще Мериме дебютировал когда ему было всего 20 лет. Первым его опытом была историческая драма «Кромвель». Она заслужила горячие похвалы Стендаля, как смелое отступление от классических правил единства времени и действия. Несмотря на одобрение кружка друзей, Мериме остался недоволен своим первым произведением, и оно не попало в печать. Впоследствии он написал несколько драматических пьес и напечатал их под заглавием «Театр Клары Гасуль», заявив в предисловии, что автором пьес является неизвестная испанская актриса странствующего театра. Вторая публикация Мериме, его знаменитые «Гусли» (Guzla), сборник народных песен, также была весьма удачной мистификацией.
В 1828—1829 годах выходят драмы «Жакерия» и «Семейство Карвахаля», исторический роман «Хроника времён Карла IX» и новелла «Маттео Фальконе». Мериме в это время деятельно сотрудничал в изданиях «Revue de Paris» и «National». Отшлифованная по общему шаблону жизнь больших городов, центров цивилизации, была противна Мериме. В конце 1839 г. он предпринял поездку на Корсику. Результатом этой поездки были путевой журнал и повесть «Коломба».
Благодаря успеху основанной на ней оперы Жоржа Бизе из всех произведений Мериме наиболее известна новелла «Кармен», значительная часть которой посвящена описанию нравов цыган. Замысел новеллы возник во время путешествия Мериме в Испанию в 1830 году. Драматические страсти, бурлящие в сердцах горячих южан, у Мериме пересказаны сухим и сдержанным языком. Как правило, рассказчиком выступает рациональный наблюдатель-иностранец. Эмоции первобытных народов он противопоставляет малокровию цивилизованной Европы: «Энергия, хотя бы и в дурных страстях, всегда вызывает у нас удивление и какое-то невольное восхищение». Литературоведы пишут, что в своих новеллах инспектор исторических монументов создал своеобразный «музей страстей человеческих».

Мериме издал несколько сочинений по истории Греции, Рима и Италии, основанных на изучении источников. Его история дона Педро I, короля Кастилии, пользовалась уважением даже среди специалистов. 

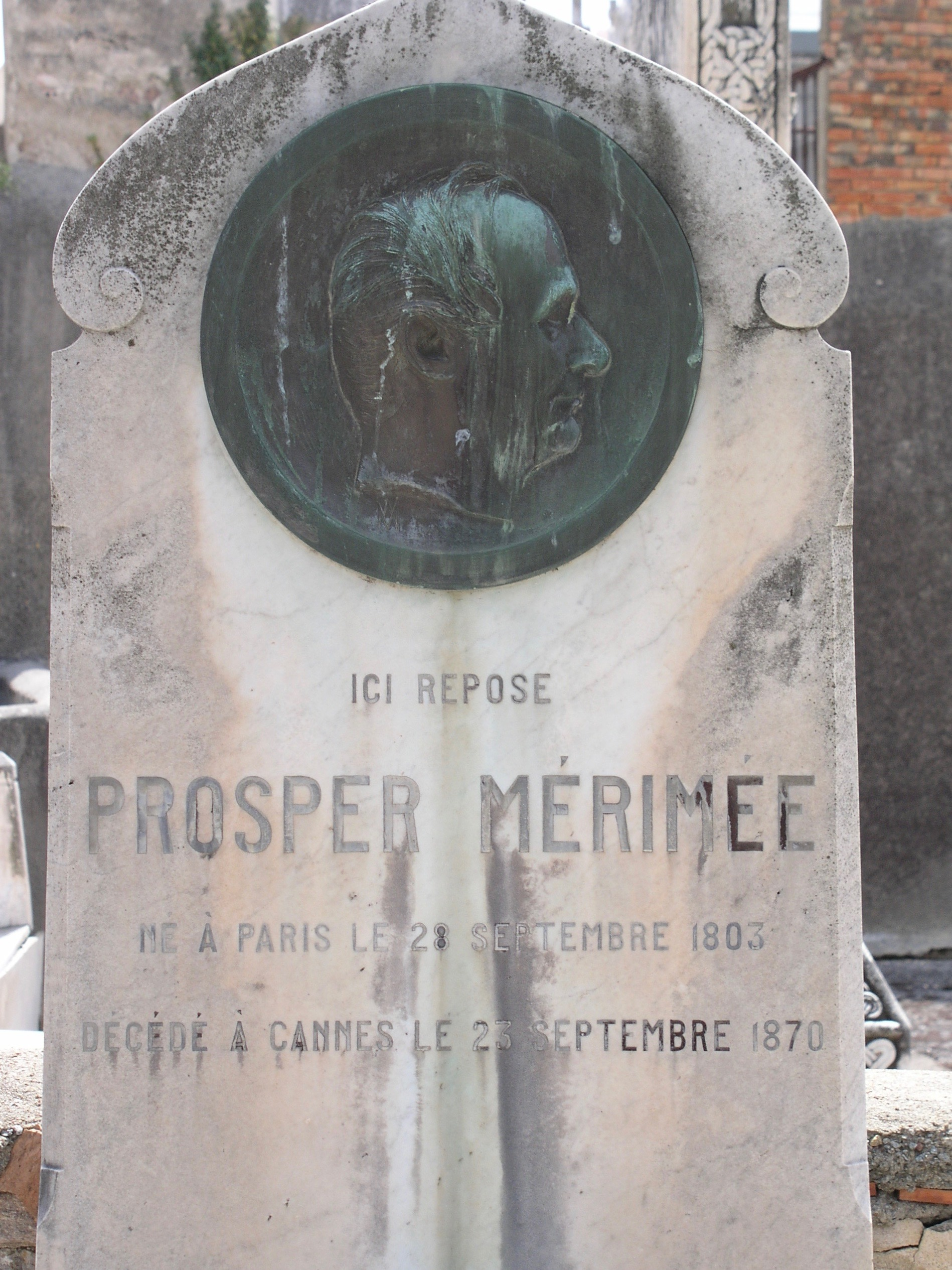
Надгробие

Последняя новелла, изданная при жизни Мериме, — «Локис», действие которой происходит в Литве. После смерти Мериме изданы «Последние новеллы», где мистическое происшествие получает обыденное истолкование, и его письма. В 1873 году были изданы Письма к незнакомке (Lettres à une inconnue). Скончался в Каннах, где похоронен на кладбище Гран-Жас.

## Мериме и Россия
Мериме овладел русским языком, чтобы читать в подлиннике произведения Пушкина и Гоголя. Он был большим почитателем Пушкина, в 1849 году перевёл его «Пиковую даму».
Мериме также был большим почитателем И. С. Тургенева и написал предисловие к французскому переводу «Отцов и детей», вышедшему в Париже в 1864 г. В 1851 году в «Revue des Deux Mondes» вышел его этюд о Гоголе, а в 1853-м — перевод «Ревизора».
Мериме интересовался и русской историей: в «Journal des Savants» он опубликовал несколько статей об «Истории Петра Великого» Н. Г. Устрялова и очерков из истории казачества («Les Cosaques d’autrefois»). История Смутного времени отражена в «Le faux Demetrius» и драматических сценах «Les Debuts d’un Aventurier» (1852).

## Произведения

### Роман
- 1829 — «Хроника царствования Карла IX» (Chronique du règne de Charles IX)

### Новеллы
«Экзотика, фантастика и мифология Мериме всегда точно приурочены к географическому пространству и неизменно окрашены в отчетливые тона couleur locale. «Корсиканский» миф, литературно-мифологическая Испания, Литва последовательно появляются на страницах повестей Мериме. Острота достигается тем, что литературная география Мериме неизменно воплощается в пересечении двух языков: внешнего наблюдателя-европейца (француза) и того, кто смотрит глазами носителей резко отличных точек зрения, разрушающих самые основы рационализма европейской культуры. Острота позиции Мериме заключается в его подчеркнутом беспристрастии, в том, с какой объективностью он описывает самые субъективные точки зрения. То, что звучит как фантастика и суеверие для персонажа-европейца, представляется самой естественной правдой для противостоящих ему героев, воспитанных культурами разных концов Европы. Для Мериме нет «просвещения», «предрассудков», а есть своеобразие различных культурных психологий, которое он описывает с объективностью внешнего наблюдателя. Рассказчик у Мериме всегда находится вне того экзотического мира, который описывает»
- 1829 — «Маттео Фальконе» (Mateo Falcone)
- 1829 — «Таманго» (Tamango)
- 1829 — «Видение Карла XI» (Vision de Charles XI)
- 1829 — «Взятие редута» (L’enlèvement de la redoute)
- 1829 — «Федериго» (Federigo)
- 1830 — «Партия в триктрак» (La partie de trictrac)
- 1830 — «Этрусская ваза» (Le vase étrusque)
- 1832 — «Письма из Испании» (Lettres d’Espagne)
- 1833 — «Двойная ошибка» (La double méprise)
- 1834 — «Души чистилища» (Les âmes du Purgatoire)
- 1837 — «Венера Илльская» (La Vénus d’Ille)
- 1840 — «Коломба» (Colomba),
- 1844 — «Арсена Гийо» (Arsène Guillot)
- 1844 — «Аббат Обен» (L’Abbé Aubain)
- 1845 — «Кармен» (Carmen)
- 1846 — «Переулок Госпожи Лукреции» (Il vicolo di madama Lucrezia)
- 1869 — «Локис» (Lokis)
- 1870 — «Джуман» (Djoûmane)
- 1871 — «Голубая комната» (Chambre bleue)

### Пьесы
- 1825 — «Театр Клары Газуль» (Théâtre de Clara Gazul), сборник пьес
- 1828 — «Жакерия» (La Jacquerie), историческая драма-хроника
- 1830 — «Недовольные» (Les Mécontents), пьеса
- 1832 — «Заколдованное ружье» (Le Fusil enchanté), пьеса
- 1850 — «Два наследства или Дон-Кихот» (Les deux héritages ou Don Quichotte), комедия
- 1853 — «Дебют авантюриста» (Débuts d’un aventurier), пьеса

### Путевые заметки
- 1835 — Заметки о путешествии по югу Франции (Notes d’un voyage dans le Midi de France)
- 1836 — Заметки о путешествии по западу Франции (Notes d’un voyage dans l’Ouest de la France)
- 1838 — Заметки о путешествии в Овернь (Notes d’un voyage en Auvergne)
- 1841 — Заметки о путешествии на Корсику (Notes d’un voyage en Corse)

### Работы по истории и литературе
- Опыт о гражданской войне (Essai sur la guerre sociale) 1841
- Исследования по римской истории (Études sur l’histoire romaine) 1845
- История дона Педро I, короля Кастилии (Histoire de Don Pèdre Ier, roi de Castille) 1847
- Анри Бейль (Стендаль) (Henry Beyle (Stendhal) 1850
- Русская литература. Николай Гоголь (La Littérature en Russie. Nicolas Gogol) 1851
- Эпизод из русской истории. Лжедмитрии (Épisode de l’Histoire de Russie. Les Faux Démétrius) 1853
- Мормоны (Les Mormons) 1853
- Восстание Стеньки Разина (La Révolte de Stanka Razine) 1861
- Казаки былых времен 1863
- Казаки Украины и их последние атаманы (Les Cosaques de l’Ukraine et leurs derniers attamans) 1865
- Иван Тургенев (Ivan Tourguénef) 1868
- Жизнь и творчество Сервантеса (1869)

### Прочее
- 1827 — Гусли (La Guzla)
- 1829 — Жемчужина Толедо (La Perle de Tolède), баллада
- 1832 — Бан Хорватии (Le Ban de Croatie), баллада
- 1832 — Умирающий гайдук (Le Heydouque mourant), баллада
- 1837 — «Этюд о религиозной архитектуре» (Essai sur l’architecture religieuse)
- 1856 — Письма к Паницци
- 1863 — эссе «Богдан Хмельницкий» (Bogdan Chmielnicki)
- 1873 — Письма к незнакомке (Lettres à une inconnue)

Первые переводы повестей Мериме на русский язык:
- «Илльская Венера» («Библиотека для чтения», 1837)
- «Коломба» (там же, 1840)
- «Двойная ошибка» («Современник», 1847)
- «Варфоломеева ночь» («Исторический вестник», 1882)
- «Кармен» («Дорожная библиотека», 1890).

## Экранизации произведений
- «Кармен» (Carmen) — (реж. Артур Гилберт), Великобритания, 1907.
- «Кармен» (Carmen) — (реж. Джироламо Ло Савио), Италия, 1909.
- «Сигаретница из Севильи» (The Cigarette Maker of Seville), США, 1910.
- «Кармен» (Carmen) — (реж. Сесил Демилль), США, 1915.
- «Кармен» (Carmen) — (реж. Чарли Чаплин), США, 1915.
- «Медвежья свадьба» — по пьесе А. Луначарского, созданной по мотивам новеллы «Локис», (Режиссёры: Владимир Гардин, Константин Эггерт), СССР, 1925.
- «Кармен» (Carmen) — (реж. Жак Фейдер), Франция, 1926.
- «Кармен» (Carmen) — (реж. Лотта Райнигер), Германия, 1933.
- «Кармен» (The Loves of Carmen) (реж. Чарльз Видор) — США, 1948.
- «Вендетта» (Vendetta) — (реж. Мел Феррер), США, 1950. По мотивам новеллы «Коломба».
- «Таманго» (Tamango) — (реж. Джон Берри), 1958.
- «Маттео Фальконе», СССР, по мотивам одноимённый новеллы, 1960.
- «Венера Илльская» (La Vénus d’Ille), Бельгия, 1962.
- «Локис» (Lokis) — по одноимённой новелле, реж. Януш Маевский, Польша, 1970.
- «Маттео Фальконе» (Mateo Falcone) — (реж. Ян Будкевич), Польша, 1971.
- «Зверь» (La Bete) — по мотивам новеллы «Локис», (реж. Валериан Боровчик), Франция, 1975.
- «Моя Кармен», телефильм-опера, СССР, 1976.
- «Кармен-сюита», реж. Феликс Слидовкер, сценарий, хореография Альберто Алонсо, музыка Жорж Бизе, Родион Щедрин, дирижёр Геннадий Рождественский, в ролях Майя Плисецкая, Александр Годунов, Виктор Барыкин, Сергей Радченко, СССР. Телебалет в постановке Большого театра, 1978.
- «Венера Илльская» (La Venere D’Ille), Италия, 1979.
- «Кармен» (Carmen) — (реж. Карлос Саура), Испания, 1983.
- «Имя: Кармен» (фр. Prenom Carmen) — (реж. Жан-Люк Годар), Франция, 1983. По мотивам новеллы «Кармен» с реминисценциями мюзикла «Кармен Джонс», в основе которого лежит опера Жоржа Бизе с тем же названием.
- «Кармен» — вариация на тему, (реж. А. Хван), Россия, 2003.
- «Кармен из Каеличе» (U-Carmen e-Khayelitsha) — (реж. Марк Дорнфорд-Мэй), ЮАР, 2005. Сюжет перенесён в XXI век, в один из самых бедных районов Кейптауна.
- «Коломба» (Colomba) — (реж. Лоран Жауи), Франция, 2005.
- «Маттео Фальконе» (Mateo Falcone) — (реж. Эрик Вюйяр / Eric Vuillard), Франция, 2008.
- «Кармен» (Carmen) — (Жак Малатье), Франция, 2011.